# الحمادنة الكداميين (الصهريج)
الحمادنة الكداميين هي إحدى مشيخات المملكة المغربية، تتبع جغرافيا لإقليم قلعة السراغنة وإداريًا لالصهريج. يقدر عدد سكانها بـ 11222 نسمة حسب الإحصاء الرسمي للسكان والسكنى لسنة 2004.